# چپوش
چپوش (به لاتین: Cheposh) یک منطقهٔ مسکونی در روسیه است که در جمهوری آلتای واقع شده‌است.